# كلاسنغيان
كلاسنغيان (بالفارسية: کلاسنگیان) هي قرية تقع في غلستان في إيران. يقدر عدد سكانها بـ 431 نسمة بحسب إحصاء 2016.